# Mark Dacascos
Mark Alan Dacascos (Honolulu, Hawaii, 1964. február 26. –) amerikai színész, harcművész és televíziós személyiség.
Nyolc és tizennyolc éves kora között számos harcművészeti versenyt megnyert.

## Fiatalkora és tanulmányai
Apja a filippínó-kínai-spanyol származású harcművész Al Dacascos, anyja a japán-ír származású Moriko McVey-Murray.
Bár Hawaiin született, gyermekkora nagy részét Hamburgban töltötte. Szülei elismert harcművészek voltak, Dacascos maga is számos versenyt nyert, 18 évesen Európa-bajnok volt. Felsőfokú tanulmányait a Portlandi Egyetem kínai nyelv és dráma szakán végezte. 
Jártas a capoeirában, a vusuban és a thai bokszban.

## Magánélete
Dacascos felesége Julie Condra színésznő, akivel együtt játszott a Könnyező harcos című filmben. Három gyermekük van: két fiú és egy lány.

## Filmográfia

### Film

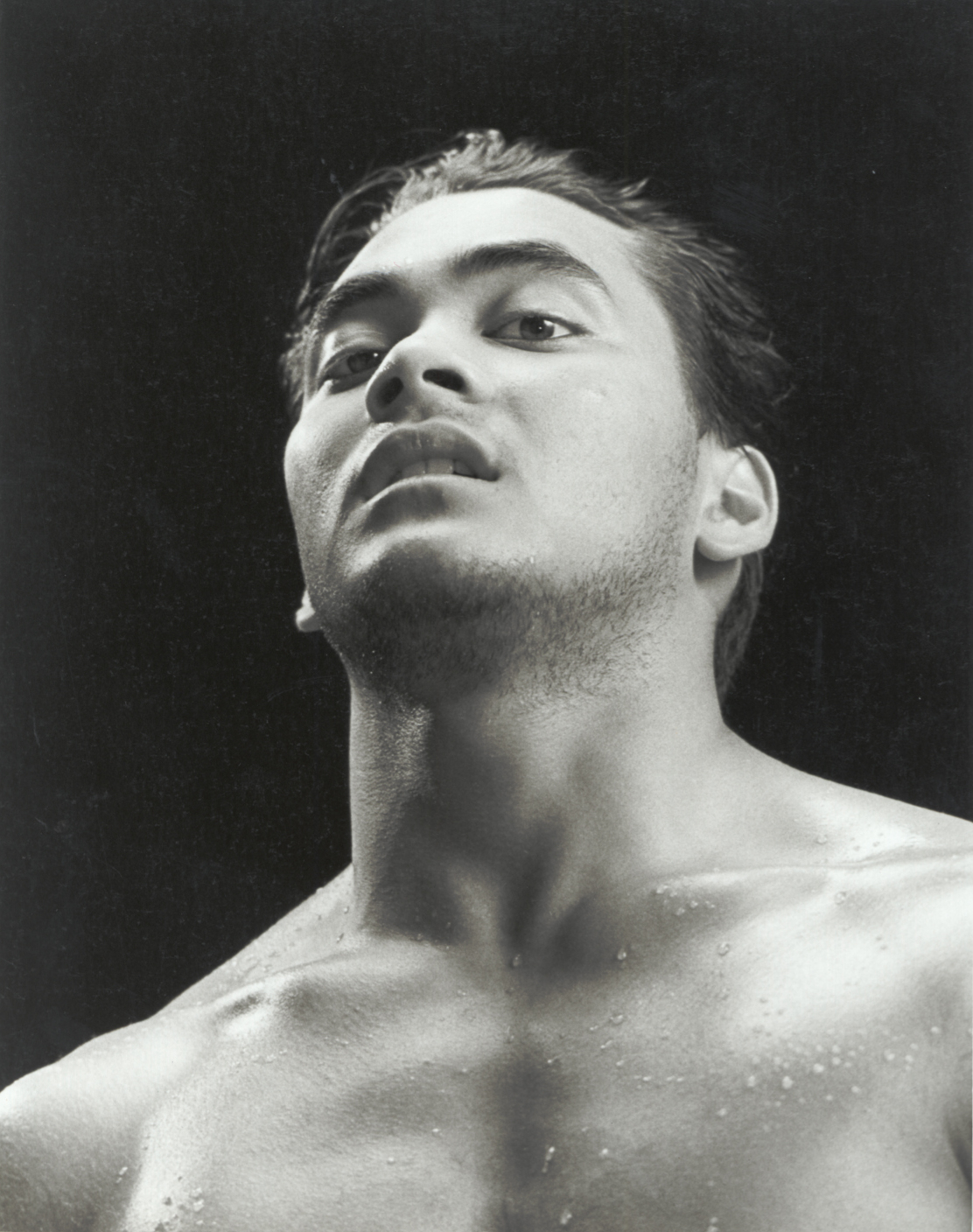
Az 1985-ös Dim Sum: A Little Bit of Heart című film törölt jelenetében

| Év   | Magyar cím                             | Eredeti cím                                       | Szerep                    | Magyar hang          |
| ---- | -------------------------------------- | ------------------------------------------------- | ------------------------- | -------------------- |
| 1985 |                                        | Dim Sum: A Little Bit of Heart                    | harcos (törölt jelenet)   |                      |
| 1990 | Az angyalok városa                     | Angel Town                                        | Stoner sofőrje            |                      |
| 1992 | Amerikai szamuráj                      | American Samurai                                  | Kenjiro Sanga             | Zalán János          |
| 1992 | Amerikai szamuráj                      | American Samurai                                  | Kenjiro Sanga             | Bozsó Péter          |
| 1993 | Csak az erős győzhet                   | Only the Strong                                   | Louis Stevens             | Zubornyák Zoltán     |
| 1993 | Csak az erős győzhet                   | Only the Strong                                   | Louis Stevens             | Seszták Szabolcs     |
| 1993 |                                        | Roosters                                          | Filipino fia (cameo)      |                      |
| 1994 | Double Dragon – A medál hatalma        | Double Dragon                                     | Jimmy Lee                 | Fekete Zoltán        |
| 1995 | Halálos múlt                           | Deadly Past                                       | Leo                       |                      |
| 1995 | Kickboxer 5. – Az igazság nevében      | Kickboxer 5: The Redemption                       | Matt Reeves               | Háda János           |
| 1995 | Könnyező harcos                        | Crying Freeman                                    | Yo Hinomura / Freeman     | Kaszás Gergő         |
| 1996 | Dr. Moreau szigete                     | The Island of Dr. Moreau                          | Lo-Mai                    |                      |
| 1996 | Szabotázs                              | Sabotage                                          | Michael Bishop            | Csankó Zoltán        |
| 1997 | Száguldás életre-halálra               | Drive                                             | Toby Wong                 | Dózsa Zoltán         |
| 1997 | Imádkozz az életedért!                 | Sanctuary                                         | Luke Kovak                | Bozsó Péter          |
| 1997 | A dzsungel szörnye (Ragadozó 3.)       | DNA                                               | Dr. Ash Mattley           | Selmeczi Roland      |
| 1997 | Túl az életen                          | Deathline                                         | Merrick                   | Galambos Péter       |
| 1998 | Boogie Boy                             | Boogie Boy                                        | Jesse Page                | Selmeczi Roland      |
| 1998 | Gátlástalanul                          | No Code of Conduct                                | Paul DeLucca              | F. Nagy Zoltán       |
| 1998 | Gátlástalanul                          | No Code of Conduct                                | Paul DeLucca              | Háda János           |
| 1999 | Kommandóbázis                          | The Base                                          | John Murphy / John Dalton |                      |
| 2000 | Kínai csapás                           | China Strike Force                                | Tony Lau                  |                      |
| 2001 | Farkasok szövetsége                    | Brotherhood of the Wolf                           | Mani                      |                      |
| 2001 | Gyilkos ösztön                         | Instinct to Kill                                  | J.T. Dillon               | Laklóth Aladár       |
| 2002 | Tűzkitörés (Perzselő nap)              | Scorcher                                          | Ryan Beckett              | Selmeczi Roland      |
| 2003 | Bölcsőd lesz a koporsód                | Cradle 2 the Grave                                | Ling                      | Kaszás Gergő         |
| 2005 | Kölyökpilóta                           | Final Approach                                    | Kato                      | Csík Csaba Krisztián |
| 2005 | Nomád                                  | Nomad                                             | Sharish                   | Dózsa Zoltán         |
| 2006 | Az eltűnt ezred                        | Only the Brave                                    | Steve "Zaki" Senzaki      | Láng Balázs          |
| 2006 | Vadászat a Sas Egyre                   | The Hunt for Eagle One                            | Matt Daniels hadnagy      | Zámbori Soma         |
| 2006 | Vadászat a Sas Egyre 2. – Robbanáspont | The Hunt for Eagle One: Crash Point               | Matt Daniels százados     | Zámbori Soma         |
| 2007 | Fedőneve: Takarító                     | Code Name: The Cleaner                            | Eric Hauck                | Posta Victor         |
| 2007 | Támadás a Föld ellen                   | Alien Agent                                       | Rykker                    |                      |
| 2007 | Omega vagyok                           | I Am Omega                                        | Renchard                  | Bozsó Péter          |
| 2008 |                                        | Gideon Falls                                      | Set                       |                      |
| 2009 | Feltépett szerb sebek                  | Serbian Scars                                     | Peter Olsen Obilich       | Bordás János         |
| 2010 | Az árnyékvadász                        | Shadows in Paradise                               | Max Forrester hadnagy     | Epres Attila         |
| 2011 |                                        | The Lost Medallion: The Adventures of Billy Stone | Cobra                     |                      |
| 2014 | Manila hadművelet                      | Roger Corman's Operation Rogue                    | Max Randall százados      | Czvetkó Sándor       |
| 2014 |                                        | The Extendables                                   | Mark (cameo)              |                      |
| 2016 |                                        | Showdown in Manila                                | Matthew Wells             |                      |
| 2017 |                                        | Maximum Impact                                    | Tony Lin                  |                      |
| 2017 | Teljes leszámolás                      | Ultimate Justice                                  | Gustav-Ferdinand          | Bozsó Péter          |
| 2018 |                                        | The Legend of Hallowaiian                         | Pono (hangja)             |                      |
| 2019 | John Wick: 3. felvonás – Parabellum    | John Wick 3: Parabellum                           | Zero                      | Laklóth Aladár       |
| 2019 |                                        | The Driver                                        | sofőr                     |                      |
| 2019 |                                        | Lucky Day                                         | Louis                     |                      |
| 2020 | Egy éjszaka Bangkokban                 | One Night in Bangkok                              | Kai Kahale                | Végh Péter           |
| 2021 | Batman: A sárkány lelke                | Batman: Soul of the Dragon                        | Richard Dragon (hangja)   |                      |
| 2022 | Fuss és lőj!                           | The Ray                                           | Brando                    | Laklóth Aladár       |
| 2022 |                                        | Blade of the 47 Ronin                             | Lord Shinshiro            |                      |
| 2023 | A zodiákus lovagjai                    | Knights of the Zodiac                             | Mylock                    |                      |

### Televízió
| Év        | Magyar cím                  | Eredeti cím                    | Szerep                  | Megjegyzések           |
| --------- | --------------------------- | ------------------------------ | ----------------------- | ---------------------- |
| 1986–1997 |                             | General Hospital               | rendőrkadét             | 4 epizód               |
| 1990      |                             | Doogie Howser, MD              | Julian                  | 1 epizód               |
| 1990      | The Flash                   | The Flash                      | Osaku                   | 1 epizód               |
| 1990      |                             | Dragnet                        | Kevin Chow              | 1 epizód               |
| 1991      |                             | Dead on the Money              | harcművészeti oktató    | tévéfilm               |
| 1994      |                             | Dragstrip Girl                 | Johnny Ramirez          | tévéfilm               |
| 1994      | Mesék a kriptából           | Tales from the Crypt           | Felix Johnson           | 1 epizód               |
| 1995      | Waikiki páros               | One West Waikiki               | Moku                    | 1 epizód               |
| 1998–1999 | Holló – Út a mennyországba  | The Crow: Stairway to Heaven   | Eric Draven             | főszereplő (22 epizód) |
| 1999      | A harc törvénye             | Martial Law                    | Steven Garth            | 1 epizód               |
| 2002      | CSI: A helyszínelők         | CSI: Crime Scene Investigation | Ananda                  | 1 epizód               |
| 2004–2018 | Amerika szuperséfje         | Iron Chef America              | The Chairman            | 236 epizód             |
| 2006      | Támad a Nap                 | Solar Attack                   | Lucas Foster            | tévéfilm               |
| 2007–2008 | Csillagkapu: Atlantisz      | Stargate Atlantis              | Tyre                    | 2 epizód               |
| 2007–2012 | A következő szuperséf       | The Next Iron Chef             | The Chairman            | 16 epizód              |
| 2008      | Bruce Lee legendája         | The Legend of Bruce Lee        | thai mester             | 3 epizód               |
| 2008      |                             | The Middleman                  | Ping szenszej           | 1 epizód               |
| 2009      |                             | Kamen Rider: Dragon Knight     | Eubulon / Advent mester | 9 epizód               |
| 2009      |                             | Dancing with the Stars         | önmaga                  | 9. évad (7 epizód)     |
| 2010–2020 | Hawaii Five-0               | Hawaii Five-0                  | Wo Fat                  | 17 epizód              |
| 2014      | Bűnös Chicago               | Chicago P.D.                   | Jimmy Shi               | 1 epizód               |
| 2015–2016 | A S.H.I.E.L.D. ügynökei     | Agents of S.H.I.E.L.D.         | Giyera                  | 11 epizód              |
| 2016      | Lucifer az Újvilágban       | Lucifer                        | Kimo Vanzandt           | 1 epizód               |
| 2017      |                             | The Perfect Bride              | Daniel Counter          | tévéfilm               |
| 2019      | Wu Wei: Az öt elem küzdelme | Wu Assassins                   | szerzetes               | visszatérő szereplő    |
| 2023      | Harcos                      | Warrior                        | Kong Pak                | főszereplő (3. évad)   |
| 2023      | SpongyaBob Kockanadrág      | SpongeBob SquarePants          | több szereplő hangja    | 2 epizód               |